# Возгрецовская
Возгрецовская — деревня в Вельском районе Архангельской области. Входит в состав Муниципального образования «Усть-Вельское». Имеет второе неофициальное название Ростовское.

## География
Деревня расположена в южной части Архангельской области, в таёжной зоне, в пределах северной части Русской равнины, в 8 километрах на юго-запад от города Вельска, на левом берегу реки Вель притока Ваги. Ближайшие населённые пункты: на юге, на противоположенном берегу реки деревня Ленино-Ульяновская.
Часовой пояс
Возгрецовская, как и вся Архангельская область, находится в часовой зоне МСК (московское время). Смещение применяемого времени относительно UTC составляет +3:00.

## Население
| 2002 | 2010 | 2012 | 2014 |
| ---- | ---- | ---- | ---- |
| 6    | ↘0   | →0   | ↗5   |

## История
Поселение возникло в 1397 году, после покорения Двинской и Важеской областей боярином Андреем Албердовым под власть великого князя Московского Василия Дмитриевича. Для управления и защиты её от новгородцев в это село был прислан князь Фёдор Ростовский, по имени которого оно и было названо Ростовским.
Указана в «Списке населённых мест по сведениям 1859 года» в составе Вельского уезда(1-го стана) Вологодской губернии под номером «2244» как «Возгрецовское(Ростовское)». Насчитывала 18 дворов, 46 жителей мужского пола и 62 женского.
В материалах оценочно-статистического исследования земель Вельского уезда упомянуто, что в 1900 году в административном отношении деревня входила в состав Вознесенского сельского общества Устьвельской волости. На момент переписи в селении Возгрецово(Ростовское) находилось 18 хозяйств, в которых проживало 50 жителей мужского пола и 56 женского.

## Достопримечательности
В деревне расположены две церкви, составляющие комплексный архитектурный ансамбль:
Церковь Вознесения Господня Объект культурного наследия № 2910030001  — кирпичная церковь 1805 года постройки с декором в стиле барокко. Представляет собой  четверик, перекрытый восьмидольным купольным сводом с малым восьмериком, с трапезной и с двухъярусной колокольней. В советские годы была закрыта.
Церковь Илии Пророка Объект культурного наследия № 291003002  — деревянная церковь 1756 года постройки. Представляет собой  восьмерик на четверике, завершённое грушевидным куполом «важского» типа. С востока к церкви примыкает пятигранный алтарь, с запада небольшая трапезная с притвором. В советские годы была закрыта.
- Вид на храмы в 2018 году
- Состояние церквей в 2022 году
- Церковь Вознесения Господня
- Церковь Илии Пророка